# Diodontus insidiosus
Diodontus insidiosus är en stekelart som beskrevs av Spooner 1938. Diodontus insidiosus ingår i släktet Diodontus, och familjen Crabronidae. Arten har ej påträffats i Sverige.